# 1938 no jornalismo
Nesta página encontrará referências aos acontecimentos directamente relacionados com o jornalismo ocorridos durante o ano de 1938.

## Nascimentos
| Data          | Nome              | Profissão                                 | Nacionalidade | Observações | Ref |
| ------------- | ----------------- | ----------------------------------------- | ------------- | ----------- | --- |
| 10 de março   | Dórdio Guimarães  | poeta, cineasta, ficcionista e jornalista | Portugal      | m. 1997     |     |
| 29 de julho   | Peter Jennings    | jornalista                                | Canadá        | m. 2005     |     |
| 17 de outubro | Adriano Cerqueira | jornalista                                | Portugal      | m. 2005     |     |

## Mortes
| Data       | Nome                     | Profissão                | Nacionalidade | Observações | Ref |
| ---------- | ------------------------ | ------------------------ | ------------- | ----------- | --- |
| 5 de março | Constantino José Cardoso | Constantino José Cardoso | Portugal      | n. 1864     |     |